# Mayer Gábor (autóversenyző)
Mayer Gábor (1974. július 17. –) magyar raliversenyző.

## Pályafutása
2007-ben a Wales-ralin debütált a rali-világbajnokság mezőnyében. Első versenyén az abszolút harmincharmadik, és az N csoport tizennyolcadik helyén zárt.
A 2008-as évben szintén egy világbajnoki versenyen indult. Az argentin ralin már az N csoportos világbajnokság nevezőjeként állt rajthoz, és ezen értékelés tizedik helyén ért célba.
2009-ben teljes programot ment az N csoportos világbajnokságon. A Ciprus-ralin kategória nyolcadik helyén ért célba, megszerezve első világbajnoki pontját. Pontszerző volt továbbá az argentin-, valamint a Szardínia-ralin. A bajnokságot öt pontjával a tizenkilencedik helyen zárta.
Előzetes tervek szerint a 2010-es évben továbbra is ezen sorozat versenyein indul.